# Kristin Kay Willits
Kristin Kay Willits (ur. 4 sierpnia 1970 w Nowym Jorku) – amerykańska tancerka, modelka, aktorka.
Córka Johna Willitsa i Susan Patton,dorastała wraz z rodzeństwem: bratem Bradem i siostrą Tiną. W szkole średniej występowała w drużynie gimnastycznej i cheerliderek   W roku 1988 ukończyła Shawnee Mission North High School w stanie Kansas. Rozpoczęła studia na Uniwersytecie w Kansas, po pierwszym semestrze zrezygnowała przenosząc się na Uniwersytet do Oklahoma, który ukończyła w 1992 roku. Odgrywała rolę Pięknej z bajki Piękna i Bestia  na Disney World w Orlando, na Florydzie, gdzie poznała swojego przyszłego męża Kevina Richardsona. Brała udział w show Comedy Central Viva Variety. Można ją zobaczyć w teledysku All or Nothing Cher, u której była też tancerką.

## Filmografia
- Człowiek z księżyca (Man on the Moon) (1999) jako tancerka Tony’ego  Cliftona
- Gwiazda rocka (Rock Star) (2001) jako Samantha
- Once and Again (2001) jako Delancey
- Czarodziejki (Charmed) (2003) jako Darla
- Anioł ciemności (Angel) (2003) jako reporterka Tracy
- Milcz i całuj (Shut Up And Kiss Me) (2004) jako Jessica Preston
- Eve (2004) jako Carmen
- Dwóch i pół (Two And A Half Man) (2004) jako Tiffany
- Zagubieni (Lost) (2004) jako Jessica
- Nowojorscy gliniarze (NYPD Blue) (2005) jako Elizabeth Keenan
- Laundry Night (2005) jako Sydney
- Dowody zbrodni (Cold Case) (2005) jako Angie Parrington
- CSI: Kryminalne zagadki Las Vegas (C.S.I.: Crime Scene Investigation) (2005) jako Eva
- Jarhead. Żołnierz piechoty morskiej (Jarhead) (2005) jako stewardesa